# Olympische Jugend-Sommerspiele 2010/Schießen
| Schießen bei den I. Olympischen Jugend-Sommerspielen | Schießen bei den I. Olympischen Jugend-Sommerspielen |
| Olympische Ringe · Schießen                          | Olympische Ringe · Schießen                          |
| Informationen                                        | Informationen                                        |
| ---------------------------------------------------- | ---------------------------------------------------- |
| Teilnehmer:                                          | 80 Athleten                                          |
| Datum:                                               | 22. August–25. August                                |
| Austragungsort:                                      | Singapore Sports School                              |
| Wettkampfort:                                        | Singapur                                             |
| Entscheidungen:                                      | 4                                                    |
|                                                      | Nanjing 2014 →                                       |
| Olympische Ringe                                     | Schießen                                             |

| Olympische Jugend-Sommerspiele 2010 (Medaillenspiegel Schießen) | Olympische Jugend-Sommerspiele 2010 (Medaillenspiegel Schießen) | Olympische Jugend-Sommerspiele 2010 (Medaillenspiegel Schießen) | Olympische Jugend-Sommerspiele 2010 (Medaillenspiegel Schießen) | Olympische Jugend-Sommerspiele 2010 (Medaillenspiegel Schießen) | Olympische Jugend-Sommerspiele 2010 (Medaillenspiegel Schießen) |
| Platz                                                           | Mannschaft                                                      | Goldmedaillen                                                   | Silbermedaillen                                                 | Bronzemedaillen                                                 | Gesamt                                                          |
| --------------------------------------------------------------- | --------------------------------------------------------------- | --------------------------------------------------------------- | --------------------------------------------------------------- | --------------------------------------------------------------- | --------------------------------------------------------------- |
| 01                                                              | Südkorea                                                        | 2                                                               | —                                                               | 1                                                               | 3                                                               |
| 02                                                              | Volksrepublik China                                             | 1                                                               | 1                                                               | —                                                               | 2                                                               |
| 03                                                              | Ukraine                                                         | 1                                                               | —                                                               | 1                                                               | 2                                                               |
| 04                                                              | Belarus                                                         | —                                                               | 1                                                               | —                                                               | 1                                                               |
| 0                                                               | Brasilien                                                       | —                                                               | 1                                                               | —                                                               | 1                                                               |
| 0                                                               | Tschechien                                                      | —                                                               | 1                                                               | —                                                               | 1                                                               |
| 07                                                              | Guatemala                                                       | —                                                               | —                                                               | 1                                                               | 1                                                               |
| 0                                                               | Schweiz                                                         | —                                                               | —                                                               | 1                                                               | 1                                                               |

Bei den Olympischen Jugend-Sommerspielen 2010 in Singapur wurden vom 22. bis 25. August 2010 vier Wettbewerbe im Schießen ausgetragen.

## Jungen

### 10 m Luftgewehr
Das Finale fand am 22. August statt.
| Platz | Land                | Athlet           | Ringe               |
| ----- | ------------------- | ---------------- | ------------------- |
| 1     | Volksrepublik China | Ting Jie Gao     | 694,9 (594 + 100,9) |
| 2     | Belarus             | Ilja Tscharhejka | 694,1 (593 + 101,1) |
| 3     | Ukraine             | Serhij Kulisch   | 692,8 (591 + 101,8) |

- 05.  Deutschland Thomas Alexander 690,3 (588 + 102,3)
- 14.  Schweiz Jan Lochbihler 582
- 18.  Österreich Stefan Rumpler 576

### 10 m Luftpistole
Das Finale fand am 24. August statt.
| Platz | Land      | Athlet            | Ringe               |
| ----- | --------- | ----------------- | ------------------- |
| 1     | Ukraine   | Denis Kuschnirow  | 676,3 (578 + 98,3)  |
| 2     | Brasilien | Felipe Almeida Wu | 676,0 (576 + 100,0) |
| 3     | Südkorea  | Daehan Choi       | 671,6 (571 + 100,6) |

- 05.  Deutschland Philipp Käfer 670,1 (570 + 100,1)
- 17.  Österreich Janek Janski 554

## Mädchen

### 10 m Luftgewehr
Das Finale fand am 25. August statt.
| Platz | Land       | Athlet             | Ringe               |
| ----- | ---------- | ------------------ | ------------------- |
| 1     | Südkorea   | Dowon Go           | 500,1 (397 + 103,1) |
| 2     | Tschechien | Gabriela Vognarova | 498,6 (397 + 101,6) |
| 3     | Schweiz    | Jasmin Mischler    | 498,1 (395 + 103,1) |

- 04.  Deutschland Yvonne Schlotterbeck 497,8 (399 + 98,8)
- 18.  Österreich Cornelia Enser 383

### 10 m Luftpistole
Das Finale fand am 23. August statt.
| Platz | Land                | Athlet                   | Ringe                          |
| ----- | ------------------- | ------------------------ | ------------------------------ |
| 1     | Südkorea            | Kim Jang-mi              | 479,2 (378 + 101,2)            |
| 2     | Volksrepublik China | Xue Fang                 | 471,5 (378 + 93,5) S-Off: 10,8 |
| 3     | Guatemala           | Geraldine Kate Solorzano | 471,5 (374 + 97,5) S-Off: 10,1 |

- 08.  Schweiz Eliane Dohner 459,3 (373 + 86,3)

Erklärung: S-Off = Stechschuss wegen Ringgleichheit nach dem Finale